# Rolf Hecker

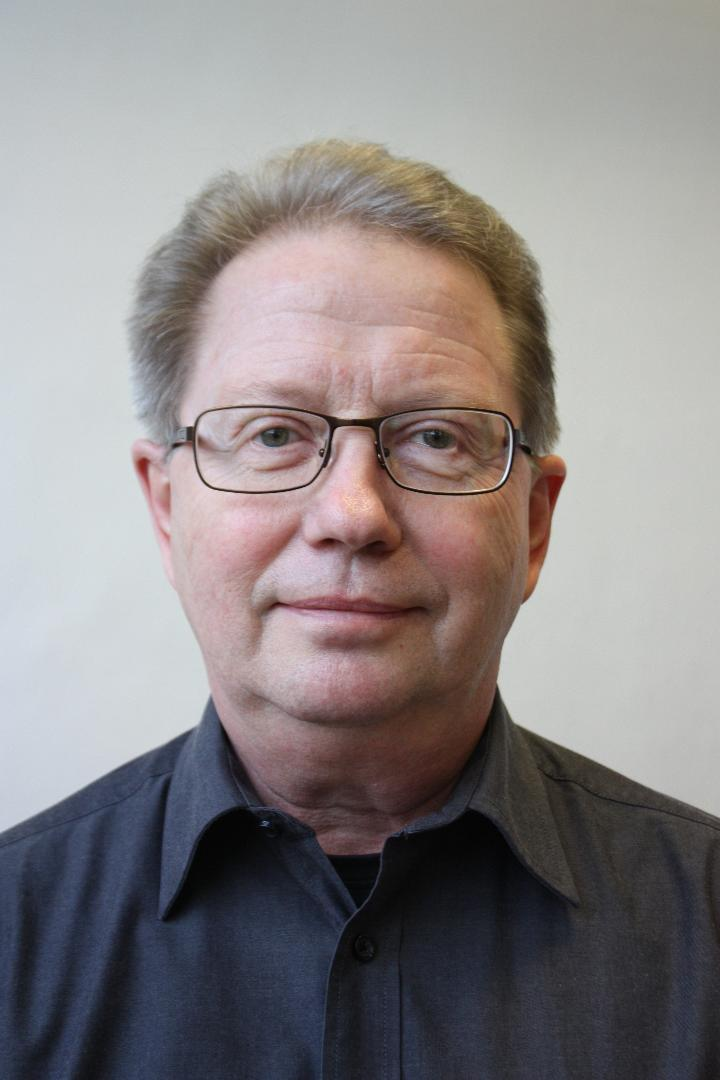
Rolf Hecker (2018)

Rolf Hecker (geboren 7. Juni 1953 in Leipzig) ist ein deutscher Wirtschaftswissenschaftler und Editor. Er war an der Herausgabe der Marx-Engels-Gesamtausgabe beteiligt.

## Leben
Rolf Hecker besuchte die Oberschule (POS) und erweiterte Oberschule (EOS) in Leipzig. 1972 legte er sein Abitur an der ABF der Martin-Luther-Universität Halle ab. Er studierte von 1972 bis 1977 an der Lomonossow-Universität in Moskau und schloss 1977 an der ökonomischen Fakultät mit dem Dipl.-Ök. ab. Er absolvierte ebenda eine Aspirantur am Lehrstuhl für Geschichte der ökonomischen Lehrmeinungen und promovierte 1981 zum Dr. oek. Von 1980 bis 1990 arbeitete er in der „Marx-Engels-Abteilung“ des Institut für Marxismus-Leninismus beim ZK der SED in Berlin als Sekretär der Abteilungsleitung, dann als Sektorleiter bis zu dessen Auflösung 1990. Er war Mitglied der Redaktionskommission der Marx-Engels-Gesamtausgabe (MEGA) (1989). 1988 promovierte er mit der Arbeit: „Die Entwicklung der Werttheorie im ökonomischen Manuskript ‚Zur Kritik der politischen Ökonomie‘ von 1861 bis 1863 und im ersten Band des ‚Kapitals‘ von Karl Marx. Die Bedeutung der dritten deutschen Auflage des ersten Bandes des ‚Kapitals‘ von 1883 in der Entwicklungsgeschichte der politischen Ökonomie und der deutschen Arbeiterbewegung“ beim Wissenschaftlichen Rat des IML beim ZK der SED (Promotion B) und wurde zum Professor für Geschichte der Arbeiterbewegung ohne Lehrverpflichtung berufen.
Er war Mitbegründer des „Berliner Vereins zur Förderung der MEGA-Edition e.V“ und ist seit 1997 dessen ehrenamtlicher Vorsitzender. Gemeinsam mit Richard Sperl († 2024) und Carl-Erich Vollgraf ist er seit 1991 Herausgeber der Beiträge zur Marx-Engels-Forschung. Neue Folge, in der Marx-Engels Forscher aus verschiedenen Staaten ihre Forschungsergebnisse und Diskussionsbeiträge publizieren. Hecker hat mit den von ihm herausgegebenen Dokumentenbänden zu Rjazanow und der ersten MEGA, zur Zusammenarbeit des Frankfurter Instituts für Sozialforschung mit dem Moskauer Institut, über das Ende der MEGA durch Stalin, über Isaak Iljitsch Rubin und über die russischen und deutschen Marx-Engels-Werkausgaben (1945–1968) wichtige Dokumente zur Geschichte der Marx-Engels-Forschung erstmals ediert.
Nach kurzer Arbeitslosigkeit war Hecker Mitarbeiter in der „MEGA-Arbeitsstelle“ an der Berlin-Brandenburgischen Akademie der Wissenschaften (1992–1995) tätig.
Von 1991 bis 1997 war er Mitglied der Redaktion des Historisch-kritischen Wörterbuch des Marxismus (Band 1 bis 3). Hecker gehört dem wissenschaftlichen Beirat der Zeitschrift „International Critical Thought“ der Chinesischen Akademie für Sozialwissenschaften an (ISSN 2159-8282) und ist seit 2007 Mitglied der Leibniz-Sozietät der Wissenschaften zu Berlin. Am 14./15. Juni 2013 ehrte ihn der Berliner MEGA-Förderverein mit einem Kolloquium, zu dem Martin Hundt die Laudatio hielt. Seit 2017 ist Hecker Gastprofessor an der Renmin-Universität Peking. Rolf Hecker ist Redakteur der wissenschaftlichen Zeitschrift Leibniz Online.
Rolf Hecker lebt mit seiner Ehefrau in Berlin und hat zwei Söhne.

## Veröffentlichungen

### Monografien
- Die Ausarbeitung der Werttheorie im ökonomischen Manuskript 1861–1863 „Zur Kritik der politischen Ökonomie“ und im „Kapital“ von Karl Marx. Diplomarbeit (russ.; 85 Seiten), Moskauer Staatliche Lomonosov-Universität, Ökonomische Fakultät, Lehrstuhl für Politische Ökonomie, Moskau 1977.
- Die Herausbildung und Entwicklung der Werttheorie in den Arbeiten von K. Marx. (Dissertation zur Erlangung des wissenschaftlichen Grades eines Kandidaten der ökonomischen Wissenschaften; russ.; 184 Seiten), Moskauer Staatliche Lomonosov-Universität, Ökonomische Fakultät, Lehrstuhl für Geschichte ökonomischer Lehrmeinungen und Wirtschaftsgeschichte, Moskau 1981. (Promotion A)
- Die Entwicklung der Werttheorie im ökonomischen Manuskript ‚Zur Kritik der politischen Ökonomie‘ von 1861 bis 1863 und im ersten Band des ‚Kapitals‘ von Karl Marx. Die Bedeutung der dritten deutschen Auflage des ersten Bandes des ‚Kapitals‘ von 1883 in der Entwicklungsgeschichte der politischen Ökonomie und der deutschen Arbeiterbewegung. Berlin 1988 (Promotion B)
- Marx als Denker. Neue Forschungsergebnisse zu Werk und Biografie seit 1990. Zum 125. Todestag. (= Pankower Vorträge. Heft 116). Hrsg. „Helle Panke“ zur Förderung von Politik, Bildung und Kultur e. V. Berlin 2008.
- Springpunkte. Beiträge zur Marx-Forschung und „Kapital“–Diskussion. Karl Dietz Verlag, Berlin 2018, ISBN 978-3-320-02349-2.

### Herausgeber
- Carl-Erich Vollgraf, Richard Sperl, Rolf Hecker (Hrsg.): Beiträge zur Marx-Engels-Forschung. Neue Folge. Argument, Hamburg 1991 ff. ISSN 0232-8577
  - David Borisovič Rjazanov und die erste MEGA. (=Beiträge zur Marx-Engels-Forschung. Neue Folge. Sonderband 1). Argument, Hamburg 1997, ISBN 3-88619-681-X.
  - Erfolgreiche Kooperation: Das Frankfurter Institut für Sozialforschung und das Moskauer Marx-Engels-Institut (1924–1928). (=Beiträge zur Marx-Engels-Forschung. Neue Folge. Sonderband 2). Argument, Hamburg 2000, ISBN 3-88619-684-4.
  - Stalinismus und das Ende der ersten Marx-Engels-Gesamtausgabe (1931–1941). (=Beiträge zur Marx-Engels-Forschung. Neue Folge. Sonderband 3). Argument, Hamburg 2001, ISBN 3-88619-684-4.
  - Isaak Il'jič Rubin. Marxforscher – Ökonom – Verbannter (1886–1937). (=Beiträge zur Marx-Engels-Forschung. Neue Folge. Sonderband 4). Argument, Hamburg 2012, ISBN 978-3-88619-699-9.
  - Die Marx-Engels-Werkausgaben in der UdSSR und DDR (1945–1968). (=Beiträge zur Marx-Engels-Forschung. Neue Folge. Sonderband 5). Argument, Hamburg 2006, ISBN 3-88619-691-7.
  - Boris Ivanovič Nikolaevskij. Auf den Spuren des Marx-Engels-Nachlasses und der Archive der russischen Sozialdemokraten (1922–1940). (=Beiträge zur Marx-Engels-Forschung Neue Folge Sonderband 6). Argument, Hamburg 2021. ISBN 978-3-86754-686-7.
  - Marx’ Weg von Bonn nach Paris (=Beiträge zur Marx-Engels-Forschung. Neue Folge 2020/2021). Argument, Hamburg 2022, ISBN 978-3-86754-687-4.
- Elmar Altvater, Rolf Hecker u. a.: Kapital.doc. Das Kapital (Band 1) von Marx in Schaubildern mit Kommentaren. Westfälisches Dampfboot, Münster 1999, ISBN 3-89691-437-5.
- Familie Marx privat. Die Foto- und Fragebogen-Alben von Marx’ Töchtern Laura und Jenny. Eine kommentierte Faksimileausgabe. Hrsg. v. Izumi Omura, Valerij Fomičev, Rolf Hecker und Shun-ichi Kubo. Mit einem Essay von Iring Fetscher, Akademie-Verlag, Berlin 2005, ISBN 3-05-004118-8.
- Rolf Hecker, Hans Hübner, Shunichi Kubo (Hrsg.): Grüß Gott! Da bin ich wieder! Karl Marx in der Karikatur. Eulenspiegel Verlag, Berlin 2008, ISBN 978-3-359-01698-4. (2., korr. u. erg. Auflage. 2018, ISBN 978-3-359-01354-9)
- Karl Marx. Das Kapital. Karl Dietz Verlag, Berlin 2009–2017.
  - Karl Marx. Das Kapital Band 1.1. Resultate des unmittelbaren Produktionsprozesses. Sechstes Kapitel des ersten Bandes des ‚Kapitals‘ (Entwurf). Bearb. und Kommentierung: Rolf Hecker und Hildegard Scheibler. ISBN 978-3-320-02169-6.
  - Karl Marx: Das Kapital 1.2. Die sogenannte ursprüngliche Akkumulation. 24. Kapitel des Ersten Bandes des „Kapitals“. ISBN 978-3-320-02209-9.
  - Karl Marx: Das Kapital 1.3. Briefe über das Kapital. ISBN 978-3-320-02225-9.
  - Karl Marx: Das Kapital 1.4. Friedrich Engels über „Das Kapital“. ISBN 978-3-320-02252-5.
  - Karl Marx: Das Kapital 1.5. Wertformanalyse. ISBN 978-3-320-02335-5.
- Izumi Omura, Shunichi Kubo, Rolf Hecker, Valerij Fomičev (Hrsg.): Karl Marx is my father. The documentation of Frederick Demuth´s parentage. Karl Marx ist mein Vater. Eine Dokumentation zur Herkunft von Frederick Demuth. Far Eastern Booksellers, Tokyo 2011, ISBN 978-4-87394-004-5 Japanisch, Englisch und Deutsch
- Rolf Hecker, Angelika Limmroth (Hrsg.): Jenny Marx. Die Briefe. Karl Dietz Verlag, Berlin 2014, ISBN 978-3-320-02297-6.
- Rolf Hecker und Ingo Stützle (Hg. und editiert von): Karl Marx: Das Kapital 1.5. Die Wertform, Berlin 2017, ISBN 978-3-320-02334-8.
- Rolf Hecker und Ingo Stützle (Hg.): Engels’ »Anti-Dühring«. Kontext, Interpretationen, Wirkung (Begleitband zur Neuen Studienausgabe). Karl Dietz Verlag. Berlin 2020, ISBN 978-3-320-02370-6.

### Beiträge in Zeitschriften und Büchern
- Der kritische Rationalismus und die Dialektik der Marxschen Wertlehre. In: Beiträge zur Marx-Engels-Forschung 2. Berlin 1978, Festschrift für Helmut Reichelt S. 93–104. (Digitalisat[14])
- Einige Probleme der Wertformanalyse in der Erstausgabe des „Kapitals“ von Karl Marx. In: Hallesche Arbeitsblätter zur Marx-Engels-Forschung. Heft 8. Halle 1979, S. 76–94. Digitatlsat
- Hauptrichtungen der Verfälschung der Marxschen Werttheorie in der BRD. In: Beiträge zur Marx-Engels-Forschung. 11. Berlin 1982, S. 105–116.Digitalisat ISSN 0232-8577
- Zur Herausgabe des Marxschen ‚Kapitals‘ und der Vorarbeiten. In: Deutsche Zeitschrift für Philosophie. Berlin 1982, Heft 4, S. 480–491. ISSN 0012-1045
- Einige Probleme der Entwicklung der Werttheorie. In: Der zweite Entwurf des ‚Kapitals‘. Analysen Aspekte Argumente. Dietz Verlag, Berlin 1983, S. 78–97.
- Einige Aspekte der Bedeutung der Veränderungen von der 1. zur 2.Auflage des ersten Bandes des „Kapitals“ für die Entwicklung der Marxschen Werttheorie. In: Beiträge zur Marx-Engels-Forschung 16. Berlin 1984, S. 148–154. Digitalisat
- Rolf Hecker, Edgar Klapperstück, Eike Kopf: Zur Herausgabe der dritten deutschen Auflage des ersten Bandes des „Kapitals“ im MEGA-Band II/8. In: Beiträge zur Marx-Engels-Forschung 17. Berlin 1984, S. 76–88.
- Rolf Hecker, Alexander Tschepurenko: Marx’ Werttheorie – Hauptgegenstand der Angriffe der bürgerlichen ‚Marxologie‘ auf ökonomischem Gebiet. In: Marx-Engels-Jahrbuch. 8. Dietz Verlag, Berlin 1985, S. 103–129. (Digitalisat)
- Einige Aspekte der Textveränderungen von der 2. zur 3. deutschen Auflage des ersten Bandes des „Kapitals“. In: Beiträge zur Marx-Engels-Forschung 23. Berlin 1987, S. 43–50 Digitalisat
- Die Entwicklung der Werttheorie von der 1. zur 3. Auflage des ersten Bandes des Kapitals von Karl Marx (1867–1883). In: Marx-Engels-Jahrbuch 10. Dietz Verlag, Berlin 1986, S. 147–196. Digitalisat
- Zur Entwicklung der Kapitaltheorie im „Kapital“. (Thesen). In: Marx-Engels-Forschung heute 2. Gesellschaftsanalyse und Ökonomiekritik bei Marx. Marx-Engels-Forschung in der Perestroika, Materialien der 3. Sitzung der AG Marx-Engels-Forschung am 10./11. Juni 1989 in Frankfurt am Main. Edition Marx-Engels-Stiftung, Wuppertal 1990, S, 193–195.
- Klaus-Dieter Block, Rolf Hecker: Das „Book of the Crisis of 1857“ von Karl Marx. In: Beiträge zur Marx-Engels-Forschung. Neue Folge 1991. Argument, Hamburg 1991, ISBN 3-88619-742-5, S. 89–102.
- Heinrich Gemkow, Rolf Hecker: Unbekannte Dokumente über Marx’ Sohn Frederick Demuth. In: Beiträge zur Geschichte der Arbeiterbewegung. Berlin 1994, Heft 4, S. 43–59.
- Rolf Hecker, Larisa Mis'kevič: Das Kapital mit Widmungen von Marx und Engels. In: MEGA-Studien 1994/1. Hrsg. von der Internationalen Marx-Engels-Stiftung, Dietz Verlag, Berlin 1994, ISBN 3-320-01826-4, S. 107–141.
- Hans Stein – wissenschaftlicher Mitarbeiter und Korrespondent des Moskauer Marx-Engels-Instituts (1925–1929). Teil 1. Zur Mitarbeit an der MEGA1. In: Beiträge zur Marx-Engels-Forschung. Neue Folge 1993. Argument, Hamburg 1993, ISBN 3-88619-744-1, S. 17–40. Digitalisat
  - Hans Stein – wissenschaftlicher Mitarbeiter und Korrespondent des Moskauer Marx-Engels-Instituts (1925–1929). Teil 2. Die Entdeckung von unbekannten Dokumenten. In: Beiträge zur Marx-Engels-Forschung. Neue Folge 1994. Argument, Hamburg 1994, ISBN 3-88619-745-X, S. 150–173. Digitalisat
- Die Verhandlungen über den Marx-Engels-Nachlaß 1935/36. Bisher unbekannte Dokumente aus den Moskauer Archiven. In: MEGA-Studien 1995/2. Hrsg. von der Internationalen Marx-Engels-Stiftung, Dietz Verlag, Berlin 1996, S. 3–25.
- Neues über die Überlieferungsgeschichte des Nachlasses von Georg Weerth. In: Ihr Gehorsamster Diener. Im Auftrag der Grabbe-Gesellschaft hrsg. von Werner Broer. Grabbe-Verlag, Detmold Jg. 17/18. 1998/99. 1999, ISBN 3-927910-21-X, S. 256–264.
- Einfache Warenproduktion. In: Historisch-kritisches Wörterbuch des Marxismus. Band 3: Ebene bis Extremismus. 1997, Spalte 119–126 siehe dazu auch
- Roberto Fineschi, Rolf Hecker: Carlo Cafieros Interpretation von Marx’ Le Capital. In: Beiträge zur Marx-Engels-Forschung. Neue Folge. 2000. Argument, Hamburg 2000, ISBN 3-88619-686-0, S. 114–124.
- Ein „wackerer Kampfgenosse“ – Ferdinand Domela Nieuwenhuis. Marx’ Marginalien in Kapitaal en Arbeid. In: Beiträge zur Marx-Engels-Forschung. Neue Folge. 2001, Hamburg 2001, S. 251–262, ISBN 3-88619-687-9. ISSN 0232-8577
- Rolf Hecker, Larisa Mis'kevič, Manfred Schöncke: Das Kapital mit Widmungen von Marx und Engels. Ergänzungen und Korrekturen. In: Beiträge zur Marx-Engels-Forschung. Neue Folge 2002. Argument, Hamburg 2003, ISBN 3-88619-689-5, S. 263–277. ISSN 0232-8577
- Einfache Warenproduktion oder einfache Warenzirkulation – die Debatte um die Ausgangskategorie des Kapital. In: In Memoriam Wolfgang Jahn. (Wissenschaftliche Mitteilungen Heft 1). Argument, Hamburg 2001, ISBN 3-88619-649-6, S. 81–91.
- Die „Entdeckung“ von Marx-Briefen im Nachlass von Moritz Elsner und deren Erstveröffentlichung. In: Beiträge zur Marx-Engels-Forschung. Neue Folge 2003. Hamburg 2003, S. 200–225. ISSN 0232-8577
- „Und nun zur Angelegenheit Freddy“. Ein Bernstein-Brief in der „Beweiskette“ von Marx’ Vaterschaft Frederick Demuths. In: Ursula Becker, Heiner M. Becker, Jaap Kloosterman (Redaktion): Kein Nachruf! Beiträge über und für Götz Langkau. IISG, Amsterdam 2003, S. 110–116.
- Zu Borkheims Marginalien im „Kapital“-Widmungsexemplar von Marx. In: Beiträge zur Marx-Engels-forschung. Neue Folge. 2004. Argument, Hamburg 2006, ISBN 3-88619-664-X, S. 175–184.
- Manfred Schöncke, Rolf Hecker: Eine Fotografie von Helena Demuth? Zu Engels´ Reise nach Heidelberg 1875. In: Marx-Engels Jahrbuch 2004. Hrsg. von der Internationalen Marx-Engels-Stiftung Amsterdam. Akademie Verlag, Berlin 2005, S. 205–218. (Digitalisat)
- Engels’ Umgang mit Marx’ Manuskripten zum zweiten Band des „Kapital“. In: Z. Zeitschrift Marxistische Erneuerung, Heft 61, 2005, S. 125–132.
- Die Popularisierung des „Kapitals“ durch Johann Most. In: IWK. Internationale wissenschaftliche Korrespondenz zur Geschichte der deutschen Arbeiterbewegung. 41(2005) 1/2, S. 115–125.
- Boris Iwanowitsch Nikolajewskij (1887–1966) . In: Günter Benser und Michael Schneider (Hrsg.):  Bewahren Verbreiten Aufklären. Archivare, Bibliothekare und Sammler der Quellen der deutschsprachigen Arbeiterbewegung. Bonn-Bad Godesberg 2009, S. 231–237, ISBN 978-3-86872-105-8. (Digitalisat)
- Dawid Borisowitsch Rjasanow (1870–1938). In: Günter Benser und Michael Schneider (Hrsg.):  Bewahren Verbreiten Aufklären. Archivare, Bibliothekare und Sammler der Quellen der deutschsprachigen Arbeiterbewegung. Bonn-Bad Godesberg 2009, S. 258–267, ISBN 978-3-86872-105-8. (Digitalisat)
- Engels' Redaktion des zweiten Bandes des „Kapitals“. Zu Ergebnissen der Arbeit am MEGA-Band II/12. In: JahrBuch für Forschungen der Geschichte der Arbeiterbewegung. I/2006, S. 98–106. ISSN 1610-093X
- Die Debatte um den zweiten Band. In: Sitzungsberichte der Leibniz-Sozietät der Wissenschaften zu Berlin. Band 33. Jg. 2007, Berlin S. 285–289,
- Engels' Kritik am Rodbertus-Mythos im Vorwort zum zweiten Band des Kapitals. In: Beiträge zur Marx-Engels-Forschung. Neue Folge 2008. Argument, Hamburg 2008, ISBN 978-3-88619-668-5, S. 176–189.
- Hermann Maron – Land- und Betriebswirt, Agraexperte in der preußischen Ostasien-Expedition und Journalist. In: OAG Notizen. OAG. Deutsche Gesellschaft für Natur- und Völkerkunde Ostasiens, Tokyo 2011, S. 10–28. ISSN 0232-8577 oag.jp (PDF; 13 MB)
- Nikolaj F. Danielson und die russische „Kapital“-Übersetzung. In: Beiträge zur Marx-Engels-Forschung. Neue Folge. 2012. Argument, Hamburg 2014, ISBN 978-3-86754-680-5, S. 135–147.
- Marx’ Exzerpte aus Franz Xaver von Hlubek. Die Landwirthschaftslehre in ihrem ganzen Umfange […] (Wien 1853). In: Beiträge zur Marx-Engels-Forschung. Neue Folge. 2014/15. Argument, Hamburg 2016, ISBN 978-3-86754-682-9, S. 218–229.
- Was macht Marx’ „Kapital“ so aktuell? In: Rita Müller, Mario Bäumer (Hrsg.): Karl Marx. Das Kapital. Verlag Stiftung Historische Museen Hamburg, Hamburg 2017, ISBN 978-3-947178-02-5, S. 94–97.
- Hans Stein (1894–1941). In: Günter Benser, Dagmar Goldbeck, Anja Kruke (Hrsg.): Bewahren Verbreiten Aufklären. Archivare, Bibliothekare und Sammler der Quellen der deutschsprachigen Arbeiterbewegung. Supplement. Bonn 2017, ISBN 978-3-95861-591-5, S. 131–137.Online (PDF, 2,7 MB)
- Rede auf der Trauerfeier für Heinrich Gemkow am 12. September 2017 in Berlin-Pankow. In: Vom mühseligen Suchen und glückhaften Finden. Im memoriam Prof. Dr. Heinrich Gemkow. 26. Juni 1928 – 15. August 2017. Teil III. Berlin 2017, S. 5–9. (=Pankower Vorträge Heft 216)
- Wie kam der erste Band beim Leser an. In: Beatrix Bouvier, Rainer Auts (Hrsg.): Karl Marx 1818–1883. Leben. Werk. Zeit. Große Landesausstellung Trier 2018. Theiss-Verlag in der WBG, Darmstadt 2018, ISBN 978-3-8062-3702-3, S. 285–289.
- Rolf Hecker, Angelika Limmroth: Ein bisher unveröffentlichter Brief von Jenny Marx aus Paris vom 26. Dezember 1843. In: Beiträge zur Marx-Engels-Forschung. Neue Folge 2020/21. Argument, Hamburg 2022. ISBN 978-3-86754-687-4, S. 133–144.
- Rolf Hecker, Jean-Numa Ducange: Marx, Engels und die französische Ausgabe von Le Capital. Neue Briefe an den Herausgeber Maurice Lachâtre. In: Beiträge zur Marx-Engels-Forschung. Neue Folge 2020/21.  Argument, Hamburg 2022, S. 159–208. ISBN 978-3-86754-687-4

### Editor

#### MEGA
- Karl Marx / Friedrich Engels: Gesamtausgabe (MEGA). Hrsg. vom Institut für Marxismus-Leninismus beim Zentralkomitee der Kommunistischen Partei der Sowjetunion und von Institut für Marxismus-Leninismus beim Zentralkomitee der Sozialistischen Einheitspartei Deutschlands. Karl Marx. Das Kapital. Kritik der politischen Ökonomie. Erster Band. Hamburg 1872. Zweite Abteilung: „Das Kapital“ und Vorarbeiten. Bearbeitet von Jürgen Jungnickel, Wolfgang Focke, Rolf Hecker, Barbara Litz. Band 6. Dietz Verlag, Berlin 1987, ISBN 3-320-00064-0.
- Karl Marx / Friedrich Engels: Gesamtausgabe (MEGA). Hrsg. vom Institut für Marxismus-Leninismus beim Zentralkomitee der Kommunistischen Partei der Sowjetunion und von Institut für Marxismus-Leninismus beim Zentralkomitee der Sozialistischen Einheitspartei Deutschlands. Karl Marx. Das Kapital. Kritik der politischen Ökonomie. Erster Band. Hamburg 1883. Zweite Abteilung: „Das Kapital“ und Vorarbeiten. Bearbeitet von Rolf Hecker, Eike Kopf, Willi Bang, Joachim Conrad, Liesel Hannemann, Jutta Hoschek, Helga Hues, Edgar Klapperstück, Reinhard Schönrock. Band 8. Dietz Verlag, Berlin 1989, ISBN 3-320-00066-7.
- Karl Marx / Friedrich Engels: Gesamtausgabe (MEGA). Bearb. von einer Forschungsgruppe des Instituts für Geschichte der Arbeiterbewegung Berlin. Karl Marx. Das Kapital. Kritik der politischen Ökonomie. Erster Band. Hamburg 1890. Zweite Abteilung: „Das Kapital“ und Vorarbeiten. Bearbeitet von Roland Nietzold, Wolfgang Focke und Hannes Skambraks.Hrsg. von der Internationalen Marx-Engels-Stiftung. Band 10. Dietz Verlag, Berlin 1991, ISBN 3-320-00068-3.[15]
- Karl Marx / Friedrich Engels. Gesamtausgabe (MEGA). Hrsg. von der Internationalen Marx-Engels-Stiftung, Amsterdam. Zweite Abteilung. : „Das Kapital“ und Vorarbeiten. Band 12: Das Kapital. Kritik der politischen Ökonomie. Zweites Buch. Redaktionsmanuskript von Friedrich Engels 1884/1885. Bearbeitet von Keizo Hayasaka, Rolf Hecker, Akira Miyakawa, Sadao Ohno, Shinya Shibata und Ryojiro Yatuyanagi. Unter Mitwirkung von Ljudmila Vasina, Kenji Itihara und Kenji Mori. Berlin, Akademie-Verlag, 2005, ISBN 3-05-004138-3.
- Karl Marx / Friedrich Engels. Gesamtausgabe (MEGA). Zweite Abteilung: „Das Kapital“ und Vorarbeiten, Band 13: Karl Marx, Das Kapital. Kritik der politischen Ökonomie. Zweiter Band. Herausgegeben von Friedrich Engels. Hamburg 1885. Bearbeitet von Izumi Omura, Keizo Hayasaka, Rolf Hecker, Sejiro Kubo, Akira Miyakawa, Kenji Mori, Sadao Ohno, Regina Roth, Shinya Shibata. Berlin, Akademie Verlag, 2008, ISBN 978-3-05-004174-2.
- Karl Marx / Friedrich Engels. Gesamtausgabe (MEGA). Vierte Abteilung: Exzerpte Notizen Marginalien, Band 14: Karl Marx. Exzerpte und Notizen zur Weltwirtschaftskrise (Krisenhefte) November 1857 bis Februar 1858. Bearbeitet von Kenji Mori, Rolf Hecker, Izumi Omura und Atsushi Tamaoka unter Mitwirkung von Fritz Fiehler und Timm Graßmann. de Gruyter Akademie Forschung. Berlin/Boston 2017, ISBN 978-3-11-051765-1.

#### MEW
- Marx-Engels-Werke. Band 1, 16., überarb. Auflage. Karl Dietz Verlag, Berlin 2006, ISBN 3-320-02088-9.
- Marx-Engels-Werke. Band 8, 9., überarb. Auflage. Karl Dietz Verlag, Berlin 2009, ISBN 978-3-320-02193-1.
- Marx-Engels-Werke. Band 12, 8., überarb. Auflage. Karl Dietz Verlag, Berlin 2017, ISBN 978-3-320-02345-4.
- Marx-Engels-Werke. Band 13, 12., überarb. Auflage. Karl Dietz Verlag, Berlin 2015, ISBN 978-3-320-02306-5.
- Marx-Engels-Werke. Band 40, 3., überarb. Auflage. Karl Dietz Verlag, Berlin 2012, ISBN 978-3-320-02273-0.
- Marx-Engels-Werke. Band 41, 1., überarb. Auflage. Karl Dietz Verlag, Berlin 2008, ISBN 978-3-320-02145-0.
- Marx-Engels-Werke. Band 44, 1. Auflage. Karl Dietz Verlag, Berlin 2018, ISBN 978-3-320-02336-2.

## Ausstellungen
Im Oktober 2022 zeigte Hecker Marx-Engels-Ausgaben in der Pajubookcity. 150 Marx-Engels-Ausgaben aus seiner Privatbibliothek waren in der Bibliothek „Forest on Wisdom“ in der Stadt Paju, einem Vorort von Seoul (Korea), im Rahmen eines Buchfestivals ausgestellt. Es handelte sich um jeweils 50 verschiedene Exemplare des Manifests und des ersten Bandes des Kapitals sowie anderer historische Ausgaben, u. a. von das Elend der Philosophie und Herrn Eugen Dührings Umwälzung der Wissenschaft. Das Manifest war in 20 Sprachen, das Kapital in 12 Sprachen vertreten. Über die Geschichte der Ausgaben und über jedes Buch wurde in einem Katalog in koreanischer Sprache informiert.